# Salmanites
Salmanites is een geslacht van rechtvleugeligen uit de familie krekels (Gryllidae). De wetenschappelijke naam van dit geslacht is voor het eerst geldig gepubliceerd in 1951 door Lucien Chopard.

## Soorten
Het geslacht Salmanites omvat de volgende soorten:
- Salmanites allaris Otte & Alexander, 1983
- Salmanites alta Otte & Alexander, 1983
- Salmanites iknurra Otte & Alexander, 1983
- Salmanites muralappi Otte & Alexander, 1983
- Salmanites muta Baehr, 1989
- Salmanites ninbella Otte & Alexander, 1983
- Salmanites noccundris Otte & Alexander, 1983
- Salmanites noonamina Otte & Alexander, 1983
- Salmanites obscurifrons Chopard, 1951
- Salmanites peekarra Otte & Alexander, 1983
- Salmanites poene Otte & Alexander, 1983
- Salmanites taltantris Otte & Alexander, 1983
- Salmanites terba Otte & Alexander, 1983
- Salmanites wittilliko Otte & Alexander, 1983